# Джонатан Стрейндж і м-р Норрелл
«Джонатан Стрейндж і м-р Норрелл» (англ. Jonathan Strange & Mr Norrell) —  дебютний роман британської письменниці Сюзанни Кларк, опублікований у 2004 році. Дія роману відбувається у альтернативній Англії XIX століття у період Наполеонівських війн; магія колись існувала у Англії й тепер знову повертається завдяки двом чоловікам: Ґілберту Норреллу та Джонатану Стрейнджу. Жанр роману описується як фентезі, альтернативна історія або історичний роман. Концентруючись у першу чергу на взаєминах головних героїв, Кларк також підіймає такі теми, як сутність «англійськості», межа між розумом та безумством і пов'язані з Англією культурні стереотипи.
У оповіді задіяні традиційні прийоми романтичної літератури (комедія моралі, елементи готичної повісті, байронічний герой). Мова роману стилізована під манеру письма авторів XIX століття, зокрема Джейн Остін та Чарлза Діккенса. Кларк описує надприродне, використовуючи приземлені деталі. Вона доповнює текст майже двомастами примітками, що окреслюють передісторію подій та деталі вигаданого світу.
Кларк працювала над романом впродовж десяти років, починаючи з 1992 року. У вересні 2004 року його було опубліковано видавництвом Bloomsbury з ілюстраціями Порції Розенберґ. Видавництво було настільки впевненим в успіху книги, що її тираж склав 250 000 примірників. Роман був добре прийнятий критиками й посів третє місце у списку бестселерів New York Times. Він потрапив до довгого списку Букерівської премії 2004 року та отримав премію «Г'юго» за найкращий роман у 2005 році.
Український переклад: Кларк, С. Джонатан Стрейндж і м-р Норрелл : роман Сюзанна Кларк ; пер. з англ. Б. Стасюк, К. Пітик й А. Пітик за ред. В. Назаренко. — Київ : РІДНА МОВА, 2021. — 904 с. : іл. — (Серія «Сузір’я світів»).

## Сюжет

### Том 1. М-р Норрелл
Дія роману розпочинається восени 1806 року у північній Англії. Вченому товариству йоркських чарівників, що складається з «магів-теоретиків», на думку яких магія пішла зі світу кілька століть тому, стає відомо про існування «практикуючого мага» містера Гільберта Норрелла. Норрелл доводить свої здібності, змушуючи розмовляти статуї Йоркського собору. Джон Чилдермасс, давній слуга містера Норрелла, переконує члена товариства чарівників Джона Сеґундуса написати про цю подію у лондонську газету.
Стаття Сеґундуса викликає значний інтерес до містера Норрелла, який переїжджає до Лондона, щоб відродити практичну англійську магію. Він входить у вище суспільство та знайомиться з членом Кабінету міністрів, сером Волтером Поулом. Щоб завоювати репутацію містер Норрелл намагається воскресити наречену сера Волтера, Емму Вінтертаун. Він призиває ельфа — «джентльмена з будяковим волоссям», — який укладає з містером Норреллом угоду: якщо він поверне Емму до життя, то половину відведеного їй строку вона проведе з ельфами. Коли новина про воскресіння Емми та її щасливий шлюб з сером Волтером поширюється, магія стає шановною справою, і уряд звертається до містера Норрелла з проханнями про допомогу у війні з Наполеоном.
У Лондоні містер Норрелл зустрічає вуличного чародія Вінкулюса, який виголошує пророцтво про безіменного раба та двох англійських чарівників, але Норрелл проганяє його. Пізніше, під час подорожі, Вінкулюс зустрічає Джонатана Стрейнджа, молодого джентльмена з Шропширу, повторює йому те ж пророцтво й спонукає Стрейнджа стати чарівником. Тим часом джентльмен з волоссям, як пух, проймається симпатією до Стівена Блека, чорношкірого дворецького сера Волтера, та обіцяє зробити його королем. Емма (тепер леді Поул) занурюється у апатію. Вона майже не розмовляє, а її спробам пояснити, що з нею відбувається, перешкоджає магія. Жоден лікар не може її зцілити й, за словами Норрелла, магія теж безсила. Щовечора вона та Стівен змушені відвідувати бали джентльмена з волоссям, як пух, у його чарівному королівстві Покинь-Надію й танцювати там цілу ніч, про що невідомо іншим персонажам.

### Том 2. Джонатан Стрейндж
Дія другого тому розпочинається влітку 1809 року. Стрейндж вирушає до Лондона, щоб зустрітися з містером Норреллом. Між ними одразу виникає суперечка щодо важливості Джона Ускґласса (легендарного Короля Крука) для англійської магії. На думку Стрейнджа, «без Короля Крука не було би ні магії, ні самих магів», тоді як Норрелл вважає, що Король Крук приніс до Англії війну й повинен бути відданий забуттю. Попри розбіжність чарівників у думках та різницю їхніх темпераментів, Стрейндж стає учнем Норрелла. Проте Норрелл навмисно приховує від Стрейнджа деякі знання.
Леді Поул та дружина Стрейнджа, Арабелла, стають подругами; декілька разів леді Поул намагається розповісти Арабеллі про ночі, які вона змушена проводити на балах ельфів, але магія перешкоджає цьому, і вона щоразу збивається на сторонню історію. Арабелла також зустрічає у будинку Поулів джентльмена з волоссям, як пух, та вважає його просто одним з мешканців. Не маючи знань свого чоловіка, вона опиняється під впливом ельфійських чарів.
Стрейндж та Арабелла стають популярною парою у Лондоні. Члени Кабінету міністрів виявляють, що мати справу зі Стрейнджем набагато простіше, ніж з Норреллом, і відправляють його допомогти герцогу Веллінгтону у Піренейській кампанії. Більше року Стрейндж допомагає армії: створює дороги, пересуває міста та змушує мерців говорити. Після свого повернення Стрейндж зазнає невдачі, намагаючись зцілити безумство Георга III, проте йому вдається врятувати короля від чарів джентльмена з будяковим волоссям, який поставив собі за мету зробити королем Стівена. Потім Стрейндж допомагає перемогти Наполеона у битві при Ватерлоо.
Після втрати віри у Норрелла як вчителя, Стрейндж пише негативну рецензію на книгу, присвячену теоріям Норрелла з приводу сучасної магії; зокрема, Стрейндж оскаржує точку зору Норрелла на Короля Крука. Англійська публіка розділяється на «норреллітів» та «стрейнджистів»; Норрелл та Стрейндж розривають стосунки, хоча й не без жалю. Стрейндж повертається додому й працює над власною книгою, «Літопис і чин англійської магії». Арабелла зникає, потім несподівано з'являється знову, хвора й ослаблена. Три дні по тому вона помирає.

### Том 3. Джон Аскгласс
Дія третього тому розпочинається у січні 1816 року. Чилдермасс зіштовхується з сильною магією, джерелом якої не є ані Норрелл, ані Стрейндж. У цей же час леді Поул намагається застрелити містера Норрелла, коли він повертається додому; куля потрапляє в Чилдермасса, але не вбиває його. Згодом чоловік передає леді Поул на піклування Джона Сеґундуса, який відкрив у селі божевільню. Під час подорожі на північ Стівен зустрічає Вінкулюса, який повторює своє пророцтво: «Безіменний раб стане королем у чужій країні». Стівен вважає, що ці слова саме про нього, але джентльмен з будяковим волоссям твердить, що мова про Короля Крука.
Стрейндж їде до Венеції і знайомиться з Флорою Ґрейстіл. Вони захоплюються один одним, і друзі Стрейнджа вважають, що він може одружитися знов. Однак після небезпечних магічних експериментів, що ставили під загрозу його розум, Стрейндж отримує доступ до Фейрі, Чарівної країни, де знаходить Арабеллу, живу, але у полоні. Джентльмен з будяковим волоссям проклинає Стрейнджа, насилаючи на нього Вічну Пітьму, надприродну темряву, яка поглинає його та слідує за ним, куди б він не йшов. Прагнення звільнити Арабеллу перетворюється на нав'язливу ідею Стрейнджа, і його листи до друзів стають дедалі божевільнішими. За його вказівкою Флора з родиною їде до Падуї, де усамітнюється у своєму будинку з дзеркалом, яке він їй дав. Стрейндж повертається до Англії та дає Чилдермассу вказівки, що дозволяють звільнити леді Поул від чарів. Принісши з собою Вічну Пітьму, Стрейндж приходить до Норрелла з проханням допомогти йому розчаклувати Арабеллу, призвавши Джона Ускґласса. Через неточності у заклинанні джентльмена вони виявляються замкнені у Вічній Пітьмі разом і не можуть віддалятися один від одного. Їм вдається відправити Арабеллу через дзеркало до Падуї, де на неї чекає Флора. Король Крук з'являється ненадового, аби простежити за тим, як Стівен завдяки Стрейнджу і Норреллу отримує магічні сили англійського ландшафту, що підкоряються «безіменному рабу». Чари джентльмена з будяковим волоссям руйнуються, Стівен знищує його і стає новим королем Покинь-Надію.
У фінальній сцені Стрейндж у розмові з Арабеллою обіцяє, що одного разу зможе розсіяти вічну пітьму й повернутися до неї. Вони з Норреллом зникають з Англії у невідомому напрямку. У Англії з'являється дедалі більше нових чарівників, знаменуючи настання нової епохи англійської магії.

## Створення та публікація

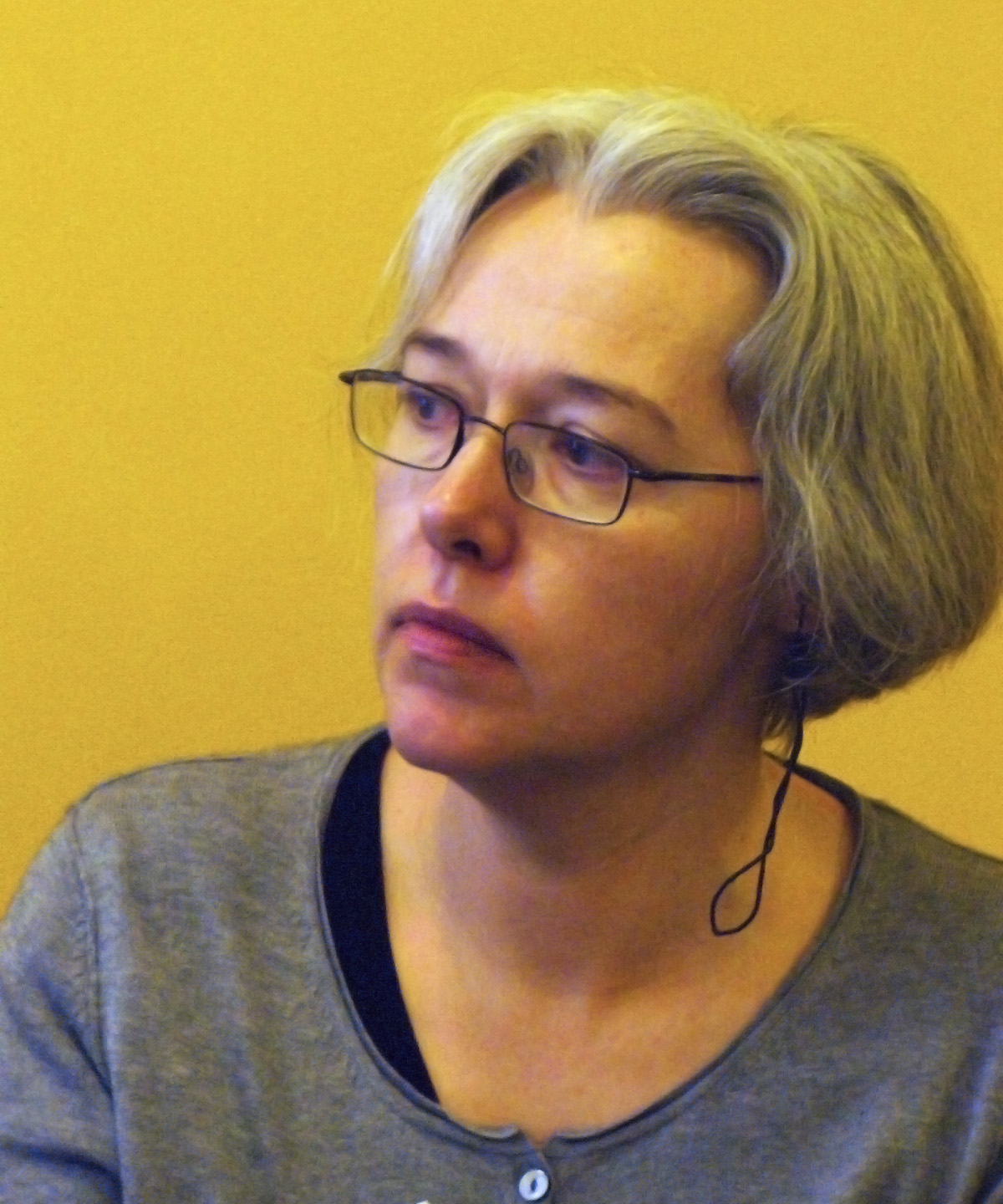
Сюзанна Кларк сказала у інтерв'ю: «Мене зачаровують чарівники. Вони завжди подобалися мені у книгах таких авторів, як Дж. Р. Р. Толкін та К. С. Льюїс — „Хроніки Нарнії“ були моєю улюбленою книгою у дитинстві».

Ідея створення «Джонатана Стрейнджа та містера Норрелла» вперше з'явилась у Кларк у рік, коли вона викладалу англійську у Більбао, Іспанія: «У мене було щось на кшталт сну наяву — про людину в одязі XVIII століття у місці, схожому на Венецію; він розмовляв з якимись англійськими туристами. І я відчула, що у нього є якесь магічне минуле: він займався магією, але щось пішло зовсім не так». Незадовго до цього вона прочитала «Володаря перснів» Дж.Р. Р. Толкіна, і це надихнуло її на «спробу написати роман про магію та фентезі».
Після повернення з Іспанії у 1993 році Кларк почала серйозно міркувати про написання роману. Вона записалася на п'ятиденний письменницький семінар, присвячений фентезі та науковій фантастиці, під керівництвом Коліна Ґрінленда та Джеффа Раймена. Студенти повинні були підготувати оповідь перед відвідуванням семінару, але у Кларк були лише «оберемки» матеріалу для роману. На їх основі вона створила оповідання Дами з Грейс-Адьє про трьох жінок, які таємно практикують магію, і про це дізнається знаменитий Джонатан Стрейндж. Ґрінленд був настільки вражений оповіданням, що надіслав уривок своєму другу, письменнику Нілу Ґеймену. Пізніше Ґеймен сказав про це: «Було моторошно, з моєї точки зору, читати настільки переконливе перше оповідання… Як побачити, що хтось вперше у житті сідає за піаніно й одразу грає сонату». Ґеймен показав оповідання своєму другу, автору наукової фантастики та видавцюПатрику Нільсену Гейдену. Кларк дізналася про ці події, коли Гейден зателефонував їй та запропонував опублікувати її оповідання у антології «Starlight 1», що включає твори добре відомих авторів фентезі та наукової фантастики. Вона погодилась. Книга отримала Всесвітню премію фентезі за найкращу антологію у 1997 році.
Протягом наступних десяти років Кларк працювала над романом у вільний час, протягом робочого дня редагуючи кулінарні книги для Simon & Schuster у Кембриджі. Вона також публікувала оповідання в антологіях «Starlight 2» та «Starlight 3»; згідно New York Times, її роботи були відомі у вузькому колі шанувальників фентезі та критиків в Інтернеті. Однак вона ніколи не була впевнена, що закінчить роман і що його буде опубліковано. Кларк намагалася писати по три години щодня, починаючи з 5:30 ранку. Замість того, щоб писати роман від початку до кінця, вона створювала окремі фрагменти, а потім намагалася поєднати їх в одне ціле. Кларк прокоментувала такий метод роботи наступним чином: «…Я відчувала, що якби я повернулася назад та почала спочатку, [роману] бракувало б глибини, і я тільки рухалась би по поверхні того, що могла б зробити. Але якби я знала, що це займе десять років, я б ніколи не почала. Мене підбадьорювала думка про те, що я закінчу його наступного року або ще за рік». Кларк та Ґрінленд закохались одне в одного, пока вона писала роман, та стали жити разом. Ґрінленд не читав роман до його публікації.
Близько 2001 року Кларк «почала впадати у відчай» та стала шукати когось, хто допоміг би їй закінчити та продати книгу. Джайлз Ґордон став її агентом та продав незакінчений рукопис Bloomsbury на початку 2003 року, після того, як два видавництва відхилили роман як непридатний для продажу. Bloomsbury були настільки впевнені, що роман буде успішним, що запропонували Кларк аванс у один мільйон фунтів стерлінгів. Вони випустили 250 000 примірників книги (у твердій обкладинці) одночасно у США, Британії та Німеччині. Сімнадцать перекладів були розпочаті до виходу першої англійської публікації. «Джонатан Стрейндж та містер Норрелл» був вперше опублікований у США 8 вересня 2004 року, у Великій Британії — 30 вересня, у інших країнах — 4 жовтня..

## Стиль
Стиль Кларк часто описується як пастиш, переважно оснований на роботах британських письменників XIX ст., зокрема, Чарльза Діккенса, Джейн Остін та Джорджа Мередіта. Другорядні персонажі Кларк нагадують карикатури Діккенса. Щодо впливу Остін, сама Кларк зазначає, що воно особливо сильне «у домашніх сценах, у вітальнях, де люди переважно базікають про магію», у той час як Діккенс переважає «кожен раз коли стає більше дії або описів». Багато рецензентів порівнюють стиль Кларк у першу чергу саме зі стилем Остін, проте Грегорі Філі у своїй рецензії для The Weekly Standard сперечається, що «причини подібності переважно поверхневі». Він пише, що «Остін швидко переходить до справи, у той час як Кларк залучає до цікавої оповідної стратегії тривалих відстрочок та затримок». Наприклад, Кларк згадує Джонатана Стрейнджа вже на першій сторінці роману, але лише у примітці. Він з'являється у примітках і надалі, але як персонаж він вводиться в оповідання лише у другій чверті роману.
У «Джонатані Стрейнджі та містері Норреллі» стриманий гумор Кларк часто оснований на приземленому описі дивного. Наприклад, оповідач зауважує: «Як було відмічено (дамою нескінченно розумнішою, ніж автор цих рядків), світ прихильний до тих, хто одружується або вмирає у юні роки. Уявіть собі інтерес до місс Вінтертаун! Жодній юній леді ще не вдавалося померти у вівторок, воскреснути у ніч на середу та вийти заміж у четвер; деякі навіть вважали, що для одного тижня це забагато». Як пояснює Мішель Фейбер у своїй рецензії для «The Guardian», «тут одночасно представлені усі визначальні риси стилю Кларк»; серед них він зазначає, зокрема, глузливий остенівський тон та прозаїчне ставлення до надприродного.
Роман містить 185 приміток, що описують ретельно опрацьовану історію англійської магії. Часом вони займають цілі сторінки. Майкл Дірда у своїй рецензії для The Washington Post пише, що ці примітки «представляють ретельно опрацьовані міні-есе, які стосуються анекдотів з життя напівлегендарних магів, описують дивні книги та їх зміст, містять роздуми про ранні роки та подальшу долю Короля-ворона». Цей великий екстратекстуальний апарат являє собою ремінісценцію на постмодерністські роботи, зокрема на «Нескінченний жарт» Девіда Фостера Воллеса та «Мейсон і Діксон» Томаса Пінчона. Кларк не очікувала, що її видавець прийме примітки.
Філі пояснює, що властиве поетові-романтику Джону Кітсу «бачення чарів та спустошення, що слідують за будь-якими справами з фейрі» мало великий вплив на роман, це видно з повторюваних відсилань до «холодних горбів» (cold hill side). Магія у «Джонатані Стрейнджі та містері Норреллі» була описана як «зимова та зловісна» і «меланхолічна, похмура річ». Вона приносить за собою «зграї чорних птахів, ліс, що росте серед каналів Венеції, край голих пусток, куда можна увійти лише через дзеркала, примарний дзвін, що змушує людей думати про все, що вони втратили, північну темряву, що слідує за проклятою людиною, куди б вона не йшла». Світ Кларк відповідає цьому настрою: «темряві, туману та вогкості книга зобов'язана значною частиною своєї моторошнуватої, північної атмосфери».

## Жанр

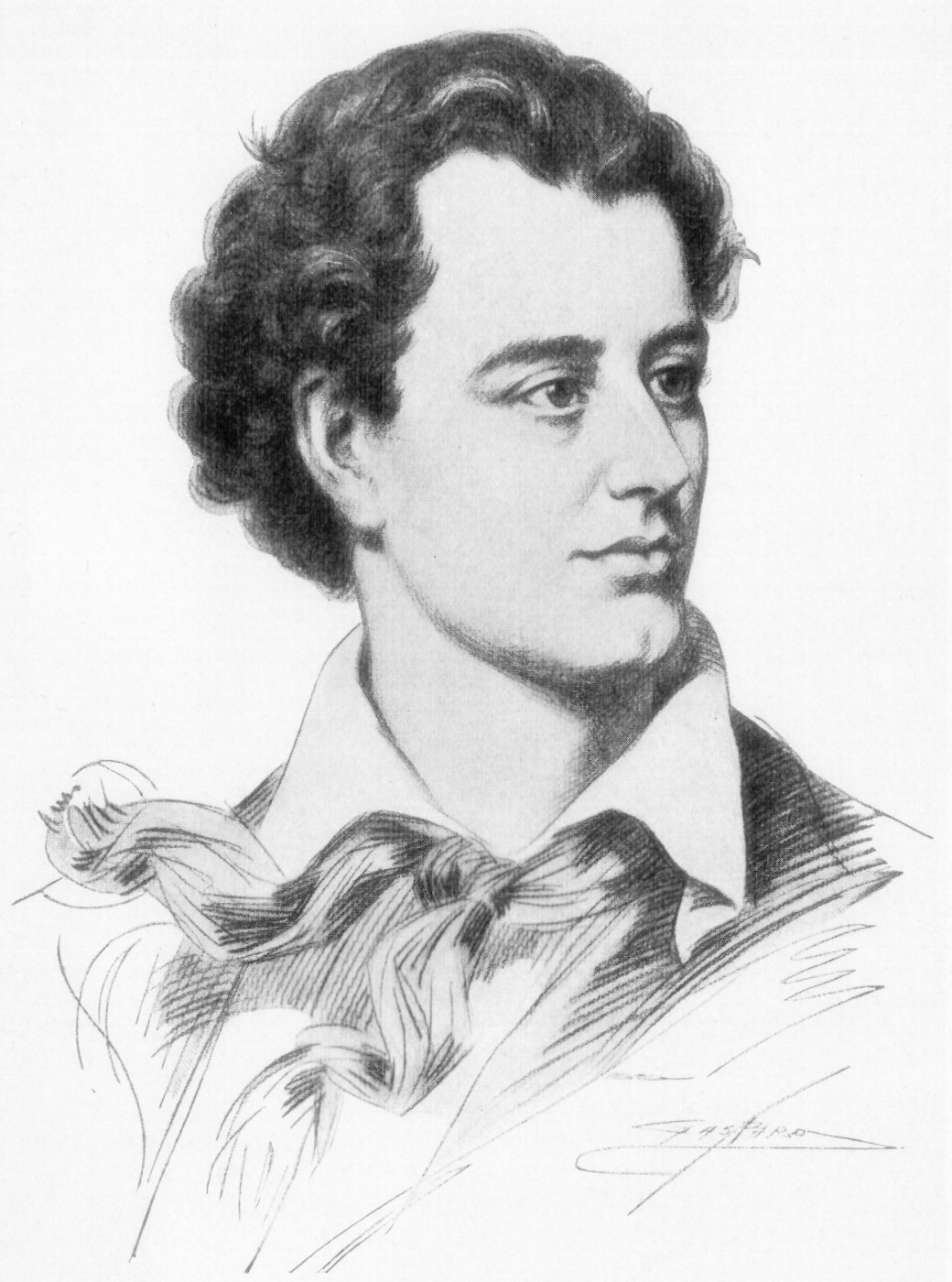
У романі лорд Байрон (на портреті) створює поему «Манфред» під враженням від зустрічі із Джонатаном Стрейнджем

Рецензенти відносять «Джонатан Стрейндж та містер Норрелл» до жанру фентезі, альтернативної історії, історичного роману або комбінації цих жанрів. Сама Кларк говорить: «Я думаю, що цей роман можна розглядати як щось нове… він змішує докупи декілька жанрів — таких як фентезі, пригоди, історичний пастиш — плюс уся ця історія з примітками, що коментують оповідь». Вона пояснює у інтерв'ю, що особливо на неї вплинули історичні романи Розмарі Саткліфф та фентезі Урсули Ле Ґуїн та Алана Гарнера, також вона дуже любить роботи Остін.
У рецензії для The Boston Globe Джон Фріман зауважує, що у Кларк, як у творах Франца Кафки або Ніла Ґеймуна, фантастичне просякнуте реалізмом. За його твердженням, примітки особливо надають оповіді правдоподібності: наприклад, вони описують вигадану біографію Джонатана Стрейнджа або список та точне розташування картин у будинку Норрелла. Кларк описала у інтерв'ю, як вона створювала подібне реалістичне фентезі: «Один із способів „заземлення“ магії — додати побільше про вуличне освітлення, екіпажі, та як важко знайти хороших слуг». Для створення цього ефекту у романі багаторазово згадуються реальні люди та речі початку XIX століття: художники Франсіско Гойя, Джордж Крукшенк, Томас Роулендсон; письменники Фанні Бйорні, Вільям Бекфорд, Меттью Льюїс, лорд Байрон та Енн Редкліфф; «Белінда» Марії Еджворт та «Емма» Остін; видавець Джон Мюррей; політики лорд Каслрі та Джордж Каннінг; журнали The Gentleman's Magazine та Edinburgh Review; меблі Чіппендейла та Веджвуд; безумство короля Георга III. За словами Кларк, вона сподівається, що магія у її романі така ж реалістична, як у трилогії про Земномор'я Ле Ґуїн. Цей реалізм змусив деяких рецензентів, наприклад, Поллі Шульман, доводити, що книга Кларк — у першу чергу історичний роман.

## Реакція на роман

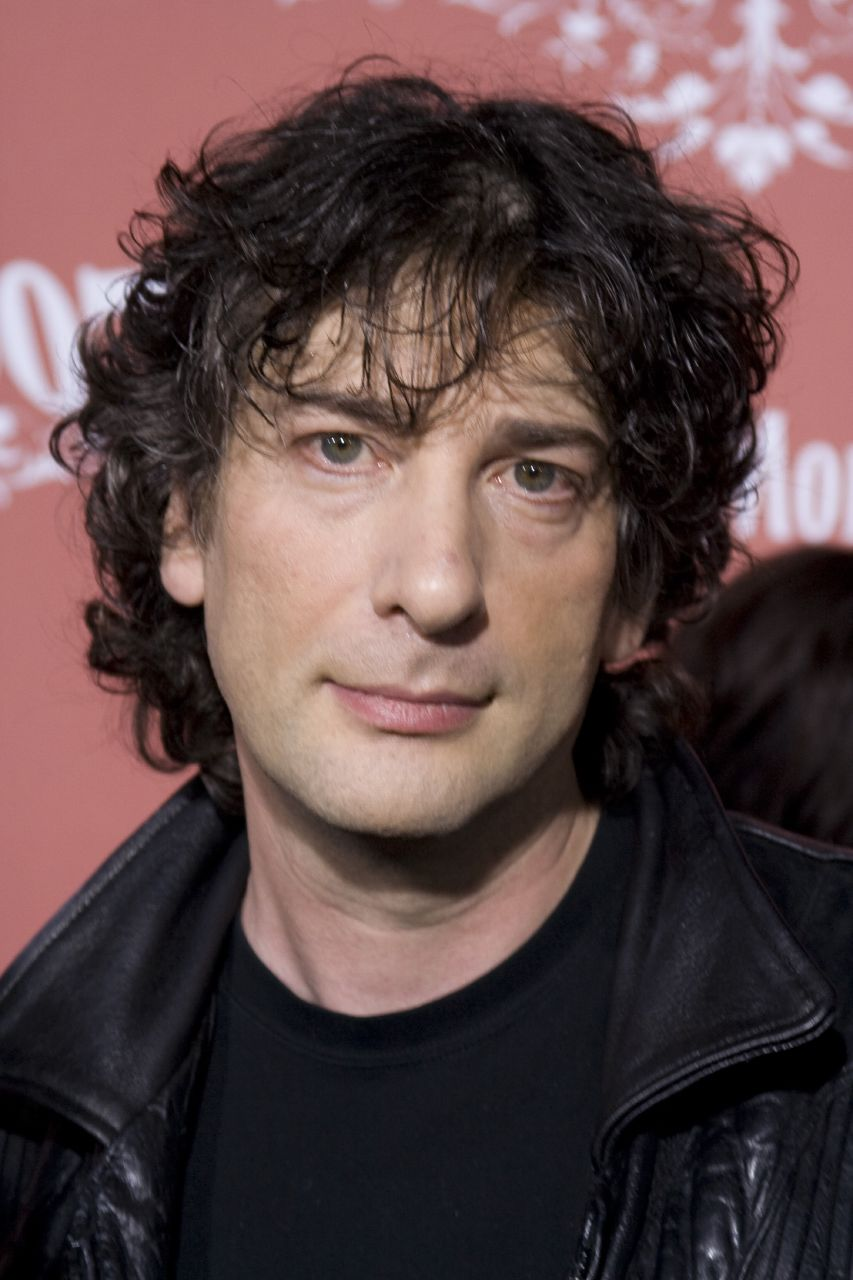
Ніл Ґеймен відгукнувся про «Джонатана Стрейнджа та містера Норрелла»: «Безсумнівно найкращий англійський фантастичний роман, написаний за останні сімдесят років».

Для просування «Джонатана Стрейнджа та містера Норрелла» видавництво Bloomsbury — яке також опублікувало серію книг про Гаррі Поттера — запустило рекламну кампанію, названу газетою The Observer «однією з найбільших маркетингових кампаній у історії друкарства». Вона включала плани на публікацію розділів з роману у газетах, довезення книги запряженими кіньми екіпажами, розміщення «тематичних дражнилок», наприклад, фальшивих газет відповідного періоду, у кав'ярнях Сполучених Штатів. Попередній тираж книги склав 7500 примірників, запакованих у папір та запечатаних восковою печаткою із зображенням ворона. У тижні, що передували виходу книги, вони продавалися на eBay по 100 доларів До 2005 року колекціонери платили тисячі фунтів стерлінгів за підписані примірники обмеженого видання роману.
Книга дебютувала дев'ятим номером у списку бестселерів New York Times, через два тижні вона піднялася до третього місця. Вона залишалась у списку одинадцять тижнів. Через чотири тижні після публікації книга потрапила у топ-10 Amazon.com. Після майже одночасного виходу роману у двадцяти країнах Сюзанна Кларк вирушила у рекламний тур, що включав двадцять міст.
Роман був зустрінутий переважно схвальними відгуками у найбільших журналах та газетах. Журнал The New Republic відзначив роман як «видатну роботу», одночасно «вдумливу та повну нестримної уяви» Газета Houston Chronicle описує Кларк як письменника, що створює чудових персонажів, а «Denver Post» називає її «прекрасним оповідачем». Рецензенти відзначили «спритне» поводження Кларк зі стилями у пастиші, проте багато хто критикував темп роману. «The Guardian» пояснює, що «сюжет у багатьох місцях рухається зі скрипом, а темп затягнуто». Клют у рецензії для «Science Fiction Weekly» пише, що «майже кожну сцену перших трьохсот сторінок варто було б дбайливо та делікатно підрізати» (курсив в оригіналі), оскільки вони мало допомагають оповіді рухатися вперед. The Baltimore Sun, навпаки, називає роман «швидким читанням». Оглядач «New Statesman» Аманда Крейг хвалить роман як «історію про магію, яку могла б написати молода Джейн Остін — або, можливо, молода місіс Редкліфф». Проте, вона також критикує книгу, стверджуючи, що їй бракує «анархічної, по суті, природи» фентезі. Хай там що, у рецензентів немає єдиної точки зору ані по одному з цих питань.
Просуваючи роман, Ніл Ґеймен назвав його «безсумнівно найкращим англійським фантастичним романом, написаним за останні 70 років» — зазвичай це твердження сприймається як гіпербола. Клют, однак, стверджує, що Ґеймен мав на увазі «найкращий англійський фантастичний роман з часів великого „Луда Туманного“ Гоуп Міррліз, який майже напевно є найкращим англійським фентезі про відносини між Англією та фантастикою, опублікованим до сих пір» (курсив у оригіналі). Клют робить і «більш обережне твердження»: «Якщо Сюзанна Кларк закінчить історію, яку ледь почала у „Стрейнджі“… вона може написати найкращий англійський роман про міф Англії, та міф фантастики, та шлюб між ними, який коли-небудь публікувався, та перевершує навіть Міррліз».

## Нагороди та номінації
| Премия                                           | Год  | Результат |
| ------------------------------------------------ | ---- | --------- |
| Букерівська премія                               | 2004 | Лонг-лист |
| Вітбредівська премія за перший роман             | 2004 | Шорт-лист |
| Guardian First Book Award                        | 2004 | Шорт-лист |
| Найкращий роман року за версією «Time»           | 2004 | Перемога  |
| British Book Awards — The Literary Fiction Award | 2005 | Шорт-лист |
| Премія «Г'юго» за найкращий роман                | 2005 | Перемога  |
| Всесвітня премія фентезі за найкращий роман      | 2005 | Перемога  |
| Премія Локус за найкращий дебютний роман         | 2005 | Перемога  |
| Міфопоетична премія за твір для дорослих         | 2005 | Перемога  |
| British Book Awards — Newcomer of the Year Award | 2005 | Перемога  |

## Адаптації та продовження

### Фільм
У жовтні 2004 року компанія «New Line Cinema» оголосила про придбання трирічного опціону на екранізацію «Джонатана Стрейнджа та містера Норрелла». Кларк отримала не названу конкретніше «семизначну суму», уклавши «найбільшу угоду про придбання прав на фільм по книзі за останні роки». Для написання сценарію був обраний Крістофер Гемптон, який отримав у 1988 році Оскар за найкращий адаптований сценарій за «Небезпечні зв'язки». Відповідальними за проєкт було призначено виконавчих продюсерів «New Line» Марка Ордескі та Айлін Мейсел 7 листопада 2005 року газета «The Daily Telegraph» повідомила, що Гемптон завершив перші начерки: «Як ви можете уявити, пошуки якого-небудь способу перетворити цю величезну книгу у фільм розумної довжини зайняли немало часу… але це було весело… та дуже несхоже на все, що я робив раніше». У цей час ще не був обраний ані режисер, ані будь-хто з акторів. Надалі обов'язки сценариста перейшли до Джуліана Феллоуза, він працював над проєктом до поглинання «New Line Cinema» «Warner Brothers». Ідея фільму незабаром згасла.
У 2013 році телеканал BBC One розпочав знімання однойменного серіалу, який побачив світ у 2015 році. Джонатана Стрейнджа зіграв Берті Карвел, а містера Норрелла — Едді Марсан, режисером став Тобі Хайнс, а сценарій написав Пітер Харнесс.

### Продовження
Наразі Кларк працює над книгою, дія якої розпочинається через кілька років після закінчення «Джонатана Стрейнджа та містера Норрелла». Центральними стануть такі персонажі як Чілдермас та Вінкулюс, які, як каже Кларк, знаходяться «дещо нижче соціальними сходами».